# Whistleblower
Un whistleblower (dall'inglese, lett. "soffiatore di fischietto"), detto anche in ambito giornalistico gola profonda (deep throat), è colui che denuncia o riferisce alle autorità, pubblicamente o segretamente, attività illecite o fraudolente rilevate nel governo, in un'organizzazione pubblica o in un ente privato. Dal 2016 l'Accademia della Crusca invita all'uso dell'espressione allertatore civico come traduzione dell'inglese whistleblower.
Sono ritenuti tali i soggetti che denuncino le condotte illecite, o pericoli di cui sono venuti a conoscenza, all'organizzazione stessa, all'autorità giudiziaria o le rendano pubbliche attraverso i media o le associazioni ed enti, che si occupino dei problemi in questione.

## Etimologia
Whistleblower deriva dalla frase to blow the whistle, «soffiare il fischietto», riferita all'azione dell'arbitro nel segnalare un fallo o a quella di un poliziotto che tenta di fermare un'azione illegale dando l'allarme. In entrambi i casi, l'obiettivo è quello di fermare un'azione e richiamare l'attenzione.
Il termine è in uso almeno dal 1958, quando apparve nel Mansfield News-Journal (Ohio).
La locuzione «gola profonda» deriva invece da quella inglese Deep Throat, che indicava l'informatore segreto che con le sue rivelazioni alla stampa diede origine allo scandalo Watergate.

## Definizione
Il whistleblower è quel soggetto che, solitamente nel corso della propria attività lavorativa, scopre e denuncia fatti che causano o possono in potenza causare danno all'ente pubblico o privato in cui lavora o ai soggetti che con questo si relazionano (tra cui ad esempio consumatori, clienti, azionisti). Spesso è solo grazie all'attività di chi denuncia illeciti che risulta possibile prevenire pericoli, come quelli legati alla salute o alle truffe, e informare così i potenziali soggetti a rischio prima che si verifichi il danno effettivo. Un gesto che, se opportunamente tutelato, è in grado di favorire una libera comunicazione all'interno dell’organizzazione in cui il segnalatore di illeciti lavora e conseguentemente una maggiore partecipazione al suo progresso e un'implementazione del sistema di controllo interno.
La maggior parte dei segnalatori di illeciti sono "interni" e rivelano l'illecito a un proprio collega o a un superiore all'interno dell'azienda o organizzazione. È interessante esaminare in quali circostanze generalmente un segnalatore di illeciti decide di agire per porre fine a un comportamento illegale. C'è ragione di credere che gli individui sono più portati ad agire se appoggiati da un sistema che garantisce loro una totale riservatezza.

## La tutela giuridica nel mondo
La protezione riservata ai whistleblowers varia da paese a paese e può dipendere dalle modalità e dai canali utilizzati per le segnalazioni.

### Unione europea
Il 7 ottobre 2019 il Consiglio dell'Unione europea ha adottato una direttiva per la protezione dei whistleblower (Direttiva EU 2019/1937 riguardante la protezione delle persone che segnalano violazioni del diritto dell’Unione). Il testo è stato pubblicato in Gazzetta ufficiale il 26 novembre 2019: gli Stati membri hanno tempo fino al 17 dicembre 2023 per recepire le nuove norme nel diritto nazionale.
La Direttiva introduce importanti misure per quanto riguarda la prevenzione e il contrasto della corruzione all'interno dell'Unione europea, e predispone standard minimi di protezione degli informatori. In particolare, la Direttiva si applica sia al settore pubblico sia a quello privato e copre quasi tutti i settori in cui l'Unione europea è competente (art. 2); fornisce tutela legale a un ampio numero di potenziali whistleblower (art. 4) e stabilisce misure idonee a garantire la protezione degli informatori dalle ritorsioni (art. 19 ss). Inoltre, impone la creazione di meccanismi idonei a tutelare e favorire le segnalazioni all'interno delle società/amministrazioni (art. 8) e stabilisce l’obbligo di rispondere e dare seguito alle segnalazioni degli informatori entro 3 mesi (art. 9 e art. 11).
Sebbene Transparency International e altre organizzazioni internazionali abbiano evidenziato alcune criticità (tra le quali un ambito di applicazione troppo vago e lacune nella protezione dei whistleblower), l'art. 2 della Direttiva consente agli Stati membri di estendere la protezione prevista dal diritto nazionale relativamente a settori o atti non contemplati.

#### Italia
L'art. 1, comma 51 della legge 6 novembre 2012, n. 190 ha disciplinato per la prima volta nella legislazione italiana la figura del whistleblower, con particolare riferimento al "dipendente pubblico che segnala illeciti", al quale viene offerta una parziale forma di tutela. Nell'introdurre un nuovo art. 54-bis al decreto legislativo 30 marzo 2001, n. 165, si è infatti stabilito che, esclusi i casi di responsabilità a titolo di calunnia o diffamazione, ovvero per lo stesso titolo ai sensi dell'articolo 2043 del codice civile italiano, il pubblico dipendente che denuncia all'autorità giudiziaria italiana o alla Corte dei conti, ovvero riferisce al proprio superiore gerarchico condotte illecite di cui sia venuto a conoscenza in ragione del rapporto di lavoro, non può essere sanzionato, licenziato o sottoposto a una misura discriminatoria, diretta o indiretta, avente effetti sulle condizioni di lavoro per motivi collegati direttamente o indirettamente alla denuncia.
Inoltre, nell'ambito del procedimento disciplinare, l'identità del segnalante non può essere rivelata, senza il suo consenso, sempre che la contestazione dell'addebito disciplinare sia fondata su accertamenti distinti e ulteriori rispetto alla segnalazione. Si è tuttavia precisato che, qualora la contestazione sia fondata, in tutto o in parte, sulla segnalazione, l'identità può essere rivelata ove la sua conoscenza sia assolutamente indispensabile per la difesa dell'incolpato, con conseguente indebolimento della tutela dell'anonimato. L'eventuale adozione di misure discriminatorie deve essere segnalata al Dipartimento della funzione pubblica per i provvedimenti di competenza, dall'interessato o dalle organizzazioni sindacali maggiormente rappresentative nell'amministrazione nella quale le discriminazioni stesse sono state poste in essere. Infine, si è stabilito che la denuncia è sottratta all'accesso previsto dalla legge 7 agosto 1990, n. 241; tali disposizioni pongono inoltre delicate problematiche con riferimento all'applicazione del codice in materia di protezione dei dati personali.
Nel 2014 ulteriori rafforzamenti della posizione del whistleblower sono stati discussi con iniziative parlamentari, nella XVII legislatura. In ordine alla possibilità di incentivarne ulteriormente l'emersione con premi, l'ordine del giorno G/1582/83/1 - proposto in commissione referente del Senato - è stato accolto come raccomandazione; invece, è stato dichiarato improponibile l'emendamento che, tra l'altro, puniva con una contravvenzione chi ne rivelasse l'identità. Nel 2016 la Camera dei deputati, nell'approvare la proposta di legge n. 3365-1751-3433-A, «ha scelto, tra l'altro, la tecnica della "novella" del decreto legislativo 30 marzo 2001, n. 165» per introdurre una disciplina di tutela degli autori di segnalazioni di reati o irregolarità di cui siano venuti a conoscenza nell'ambito di un rapporto di lavoro. Il testo pende al Senato come disegno di legge n. 2208. Il decreto legislativo 25 maggio 2017, n. 90 afferma che - a decorrere dal 4 luglio 2017, data di entrata in vigore del predetto decreto - i soggetti destinatari della disposizioni ivi contenute (tra i quali intermediari finanziari iscritti all'Albo Unico, società di leasing, società di factoring, ma anche dottori commercialisti, notai e avvocati) sono obbligati a dotarsi di un sistema di segnalazione di illeciti, l'istituto di derivazione anglosassone per le segnalazioni interne di violazioni. La legge 14 dicembre 2017, n. 179 (pubblicata nella Gazzetta Ufficiale della Repubblica Italiana n. 291 del 30 novembre 2017) ed entrata in vigore il 29 dicembre 2017 in ragione dell’ordinario regime di vacatio legis, oltre a modificare ulteriormente il d. lgs. n. 165/2001 ha introdotto una disciplina organica dell'istituto e le tutela al whistleblower anche nel settore privato.
La direttiva UE n. 1937/2019 è recepita dal D. Lgs. n. 24 del 10 marzo 2023 che dal 17 dicembre 2023 obbliga le imprese con più di 50 dipendenti a dotarsi di sistemi di whistleblowing conformi alla norma citata.

### Stati Uniti d'America
Negli Stati Uniti la prima legge in tema fu il False Claims Act del 1863, che protegge i segnalatori di illeciti da licenziamenti ingiusti, molestie e declassamento professionale, e li incoraggia a denunciare le truffe assicurando loro una percentuale sul denaro recuperato. Del 1912 è il Lloyd–La Follette Act, che garantisce agli impiegati federali il diritto di fornire informazioni al Congresso degli Stati Uniti d'America. Nel 1989 è stato approvato il Whistleblower Protection Act, una legge federale che protegge gli impiegati del governo che denunciano illeciti, proteggendoli da eventuali azioni di ritorsione derivanti dalla divulgazione dell'illecito.
Si ricorda in proposito la vicenda di Mary Lea Trump, unica nipote del presidente degli Stati Uniti d'America Donald Trump, che dal 2017 al 2018 trasmette al quotidiano The New York Times una serie di documenti fiscali sulla famiglia di Trump che provano le consistenti frodi fiscali all'origine dell'impero milionario del presidente. Come risultato di questa inchiesta, nel 2019 i giornalisti del New York Times David Barstow, Susanne Craig e Russ Buettner ricevono il Premio Pulitzer per il giornalismo investigativo.

## Cultura popolare
- Nell'antica Roma nel 331 a.C. fu celebrato il primo processo per avvelenamento seriale della storia: stando allo storico Tito Livio (Ab Urbe Condita, VIII, 18) in quell'epoca diversi patrizi romani maschi erano morti, in seguito a quella che sembrava un'epidemia sconosciuta. Una schiava andò dal magistrato edile curule Quinto Fabio Rulliano, spiegando che avrebbe rivelato la causa di quelle morti solo se le avesse garantito l'incolumità per quella denuncia. Quinto Fabio Massimo ne informò i consoli, i quali chiesero l'approvazione del Senato, che infine concesse l'immunità richiesta alla "delatrice".[19][20]

### Filmografia
- The Informant!, film di Steven Soderbergh (2009) - basato sulla storia di Mark Whitacre, interpretato da Matt Damon
- The Whistleblower, film di Larysa Kondracki (2010) - basato sull'esperienza vissuta in Bosnia da Kathryn Bolkovac, interpretato da Rachel Weisz
- Il quinto potere, film di Bill Condon (2013) - Il film è incentrato sul rapporto tra Julian Assange, fondatore di WikiLeaks, e il portavoce Daniel Domscheit-Berg
- Snowden, film di Oliver Stone (2016) - basato sulla storia di Edward Snowden, tecnico informatico della Central Intelligence Agency (CIA) responsabile della rivelazione di informazioni segrete governative su programmi di intelligence, tra cui il programma intercettazioni telefoniche. Nel film, Snowden è interpretato da Joseph Gordon-Levitt
- The Whistle Blower (in Italia Investigazione letale), film di Simon Langton (1986) con Michael Caine - ambientato in Inghilterra durante gli ultimi anni della Guerra fredda, negli anni 1980
- Insider - Dietro la verità, film di Michael Mann (1998) tratto dalla vera storia di Jeffrey Wigand, interpretato da Russell Crowe.

### Libri
- Mary L. Trump, "Too Much and Never Enough: How My Family Created the World's Most Dangerous Man", 2020, Simon & Schuster. - scritto dall'unica nipote del Presidente degli Stati Uniti d'America Donald Trump, il volume intende spiegare "come e perché Trump è diventato l'uomo che sta minacciando la salute, la sicurezza e l'economia del mondo intero"[21]. Il libro fa seguito al Premio Pulitzer per il giornalismo investigativo attribuito al quotidiano The New York Times per la sua inchiesta sulle frodi fiscali del presidente Trump - inchiesta in cui era stato determinante il contributo di Mary L. Trump. Donald Trump fece causa a Mary per bloccare l'uscita del libro; la pubblicazione venne autorizzata da un giudice a luglio 2020[22].

### Videogiochi
- Nel videogioco Metal Gear Solid di Hideo Kojima, il personaggio Gray Fox assume il soprannome di Gola Profonda in quanto aiuta il protagonista Solid Snake durante la sua incursione nella base militare di Shadow Moses.

### Guinness dei primati
- Bradley Birkenfeld è il whistleblower che fornendo dati bancari su evasori fiscali ha ricevuto da enti fiscali premi record[23] .